# Verdrag van Rotterdam

Het Verdrag van Rotterdam (Engels: Rotterdam Convention on the Prior Informed Consent Procedure for Certain Hazardous Chemicals and Pesticides in International Trade; Nederlands: Verdrag van Rotterdam inzake de procedure met betrekking tot voorafgaande geïnformeerde toestemming ten aanzien van bepaalde gevaarlijke chemische stoffen en pesticiden in de internationale handel) is een verdrag om wederzijdse verantwoordelijkheden vast te leggen ten aanzien van bepaalde gevaarlijke chemische stoffen en pesticiden tijdens de internationale verhandeling ervan. Het werd op 11 september 1998 door de Europese Gemeenschap ondertekend. De doelen van het verdrag zijn de internationale regelgeving voor de handel in gevaarlijke chemische stoffen en pesticiden te verbeteren, de gezondheid van de mens te beschermen en een milieuvriendelijk gebruik van deze producten te bevorderen.
De voorafgaande geïnformeerde toestemming (Prior Informed Consent) houdt in dat de export van verboden (of aan strenge beperkingen onderworpen) chemische stoffen pas mag plaatsvinden als het importerende land toestemming heeft gegeven door vooraf verstrekte informatie. Het doel van deze regeling is dat het importerende land de kans krijgt een afweging te maken tussen de risico's en het nut van een stof.

## Stoffen die onder het verdrag vallen
- 2,4,5-trichloorfenoxyazijnzuur (2,4,5-T)
- Aldrin
- Asbest
- Benomyl
- Binapacryl
- Captafol
- Carbofuran
- Chlordaan
- Chloordimeform
- Chloorbenzilaat
- DDT
- Dieldrin
- Dinitro-ortho-cresol (DNOC)
- Dinoseb en de zouten en esters van dinoseb
- 1,2-dibroomethaan (EDB)
- 1,2-dichloorethaan
- Etheenoxide
- Fluoraceetamide
- Hexachloorcyclohexaan
- Heptachloor
- Hexachloorbenzeen
- Lindaan
- Verbindingen van kwik, zowel anorganische als organische
- Methamidofos
- Monocrotofos
- Parathion
- Pentachloorfenol
- Fosfamidon
- Polybroombifenyl (PBB)
- Polychloorbifenyl (PCB)
- Polychloorterfenyl (PCT)
- Tetra-ethyllood
- Tetramethyllood
- Thiram
- Toxafeen
- Tris(2,3-dibroompropyl)fosfaat (TRIS)

## Kandidaatstoffen
Deze stoffen worden voor opname in het verdrag overwogen:
- Alachloor
- Aldicarb
- Chrysotiel
- Endosulfan
- Tributyltinverbindingen (TBT)[1]